# Санліський мир (1493)
Санліський мирний договір — останній з низки договірів, що після багаторічного протистояння визначили порядок розділу Бургундських володінь після загибелі герцога Карла Сміливого. Встановив мир між Францією і Священною Римською імперією та визначив остаточний розподіл бургундських володінь між імператором Максиміліаном I Габсбургом, його сином ерцгерцогом Австрійським Філіпом Вродливим та королем Франції Карлом VIII. Був підписаний у місті Санліс 23 травня 1493 року.

## Передумови
Після того, як Карл Сміливий, останній бургундський герцог з династії Валуа, загинув без спадкоємця чоловічої статі в битві при Нансі 1477 року, його двоюрідний брат Людовик XI з Франції був сповнений рішучості отримати його спадок, особливо Бургундські Нідерланди з заможним Фландрським графством. Проте донька Карла Сміливого Марія I та її чоловік ерцгерцог Австрійський Максиміліан також заявили про свої права на володіння Карла, що призвело до збройних зіткнень, кульмінацією яких стала битва при Гінегейті 1479 року, яка завершилася на користь Марії та Максиміліана. Тим не менш, Марія померла в 1482 році, і згідно з укладеним після цього Арраським договором, Максиміліан повинен був поступитися Франції Бургундією, графством Артуа, включаючи місто Аррас і ще кілька дрібними володіннями, як посаг  їх доньки Маргарет в її запланованому шлюбі з сином Людовика Карлом.
Коли Карл VIII, що став королем Франції, одружився замість Маргарет з Анною Бретаньською,  Максиміліан став наполягати на поверненні посагу своєї доньки, а саме Бургундського графства, Артуа та Шароле. У 1493 році Карл VIII, який встряг у довгий конфлікт з королем Неаполя Альфонсо II, нарешті був змушений визнати претензії.

## Зміст
Згідно з умовами Сенліського договору всі військові дії між Францією та сімнадцятьма провінціями офіційно були завершені. Крім того, спірні території були віддані дому Габсбургів, а Артуа та Фландрія були анексовані Священною Римською імперією. Однак Франція все ще змогла зберегти потужні правові претензії та форпости в обох провінціях. Бургундське герцогство (зі столицею Діжон, не плутати з Бургундським графством зі столицею в Долі), яке також було передано Франції за Арраським договором 1482 року, залишилось у володінні французів.
Сенліський договір мав 48 статей, які називалися «пунктами»:
- 1. Між королем Франції та імператором Священної Римської імперії укладається мир.
- 2–3, 13. Становище Маргарити Австрійської, дочки імператора Максиміліана, що на момент укладання договору утримувалась у Франції.
- 4. Обіцянка дружби між королем Франції Карлом VIII і королем Австрії Філіпом.
- 5–9. Графства Бургундія, Артуа, Шарлеруа і Невер мали бути повернуті Францією імператору Священної Римської імперії, але міста й замки Есдін, Ер-сюр-ла-Ліс і Бетюн залишаються у володінні короля Франції та його маршалів.
- 10. Фландрія, Артуа та Конфлан також передаються імператору Священної Римської імперії.
- 11. Під владою короля Франції залишаються графства Макон («Маконнуа»), Осерруа і Бар-сюр-Сен.
- 18. Цей мирний договір було укладено за згодою графа-єпископа Камбре, його духовенства, міст і замків.